# Рудас, Илья Иосифович
Илья Иосифович Рудас (Руд-Герцовский, лит. Ilja Rudas; 13 сентября 1929, Каунас — 14 июня 1968, Вильнюс) — советский сценарист и режиссёр.

## Биография
Родился в 1929 году в Каунасе.
Трудовую деятельность начал в 1949 году литературным сотрудником газеты «Молодёжь Литвы».
В 1947—1952 годах учился на юридическом факультете Вильнюсского университета, работал в газетах.
В 1955—1958 годах — корреспондент газеты «Комсомольская правда» по Литовской ССР, с 1958 года работал в различных редакциях и журналах.
С 1965 года — сценарист и режиссёр Литовской киностудии.
В 1967 году окончил Высшие курсы сценаристов и режиссёров.
Умер в 1968 году в Вильниюсе.

## Фильмография
Режиссёр, а также сценарист короткометражных фильмов:
- 1966 — На глухом хуторе / Atokiame vienkiemyje (к/м)
- 1967 — Игра первая / Pirmas žaidimas (к/м), в сост. киноальманаха «Игры взрослых людей»
- 1968 — Мститель / Keršytojas (к/м)

Сценарист:
- 1957 — Пока не поздно... / Kol nevėlu…
- 1964 — Марш! Марш! Тра-та-та! / Marš, marš, tra-ta-ta!

'Актёр:
- 1963 — Хроника одного дня / Vienos dienos kronika — пассажир в самолёте